# 魏坚毅
魏坚毅（1923年—1992年7月），男，山东昌邑人，中华人民共和国政治人物，曾任中共济南市委书记，济南市政协主席，第六、七届全国人大代表。